# Fauquemont
Pour les articles homonymes, voir Fauquemont-sur-Gueule et Valkenburg.
Ne doit pas être confondu avec Faulquemont.
Fauquemont ou Valkenburg (en limbourgeois : Valkeberg ou Vallekeberg) est une ville néerlandaise, située au sud de la province de Limbourg. C'est le chef-lieu de la commune de Fauquemont-sur-Gueule.
La ville comprend également les quartiers, autrefois des villages distincts, de Broekhem, Neerhem et Saint-Pierre (Sint-Pieter), mais également les hameaux un peu plus éloignés d'Emmaberg et de Heek. 
Le 1er janvier 2006, la ville comptait 6 020 habitants (tandis que la commune en 2023 comptait 16 455 habitants).

## Géographie

### Situation
Fauquemont est située dans le sud-est des Pays-Bas dans le Limbourg méridional à 14 kilomètres de Maastricht et à une vingtaine de kilomètres de la frontière belge. La ville de Fauquemont est située en région du Heuvelland.

## Histoire

### Origines

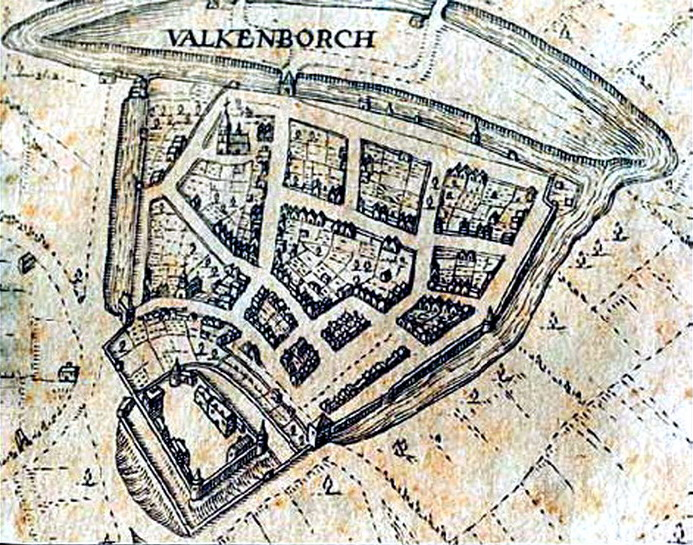
Ancienne carte de Fauquemont entre le XIVe siècle et le XVIIIe siècle.

Les premiers textes mentionnant la ville datent de 1041. Un document relate en effet que le roi Henri III (qui devint empereur germanique plus tard) donna quatre villages à sa nièce Irmgard. Ces villages étaient Herve (en Belgique), Epen, Vaals et Fauquemont.
Le parchemin fut signé le 15 février 1041 et le nom « Falchenberch » y est clairement identifiable. Les historiens conviennent généralement que l'actuel Fauquemont n'existait pas, mais seulement la partie de la ville actuellement appelée Vieux-Fauquemont (Oud-Valkenburg), en rive gauche, entre le château et la Gueule. Le nom de Fauquemont se réfère probablement à la chasse médiévale au faucons, attachée à la noblesse.

### Moyen Âge
Sièges et conquêtes ont émaillé l'histoire de la ville. Le château, siège de la seigneurie de Fauquemont, situé sur une colline au centre de la ville, fut l'enjeu de toutes les batailles.
Raimond de Cupère, (Famille de Cupere), seigneur de Valckenheim, commune actuelle de Fauquemont, combat et trouve la mort à la bataille d'Azincourt en 1415.
En décembre 1672, lors de la campagne de Louis XIV contre les Provinces-Unies, la ville fut détruite mais non reconstruite. Trois portes de la ville ont été restaurées : la Berkelpoort, la Grendelpoort et la Geulpoort. Quelques fragments des fortifications restent actuellement visibles.

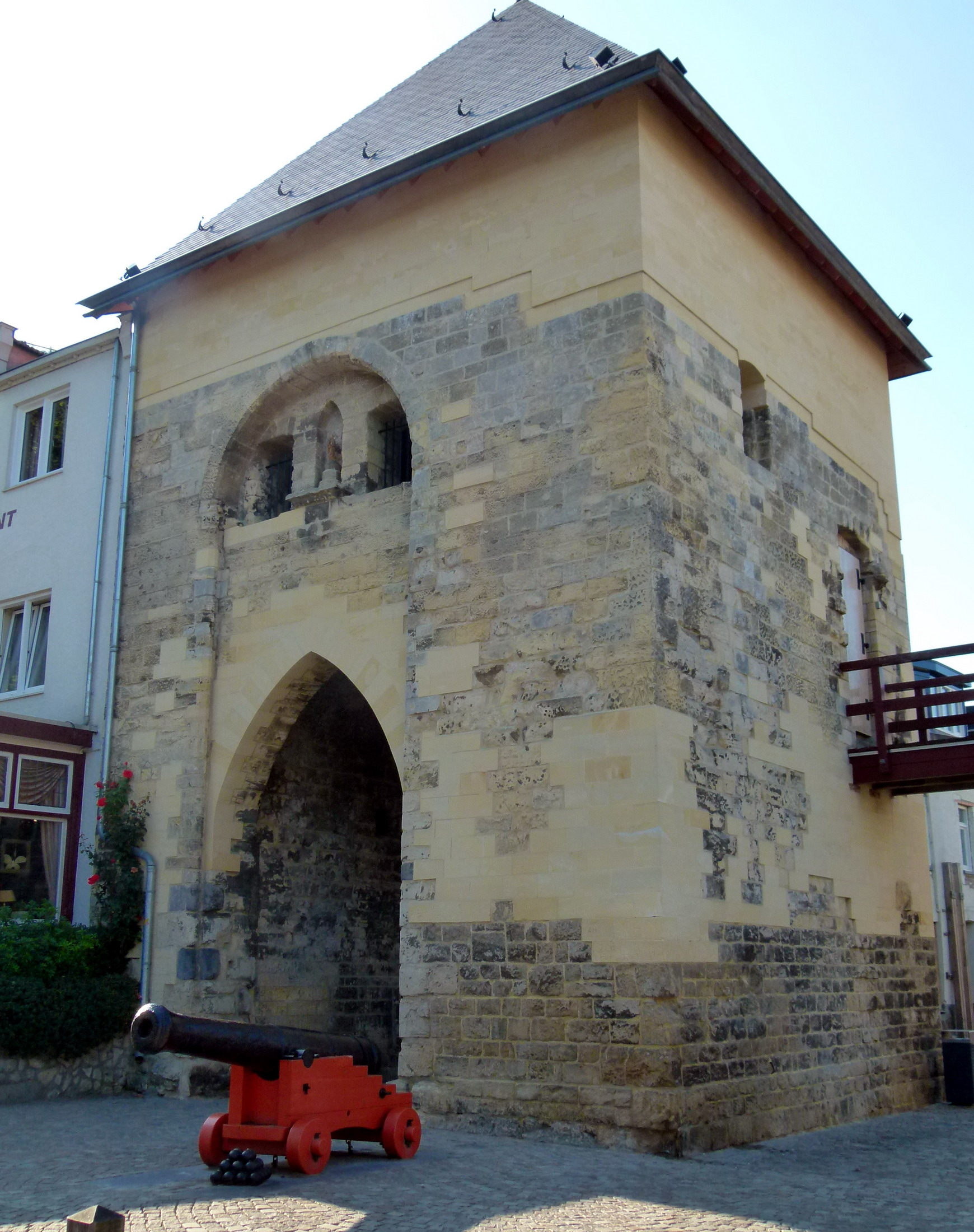
La Berkelpoort, au sud-est de la ville.
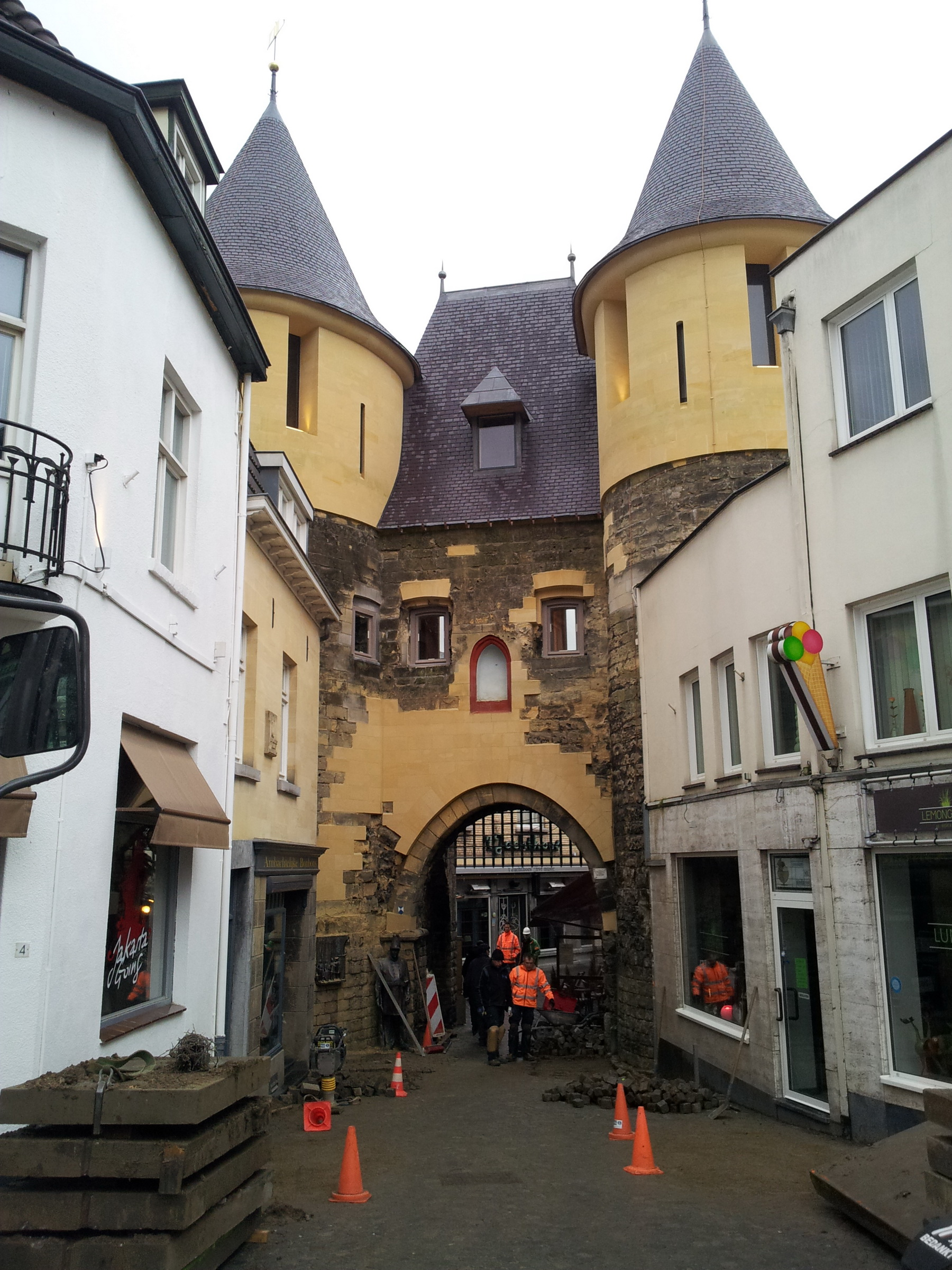
La Grendelpoort au sud-ouest de la ville.
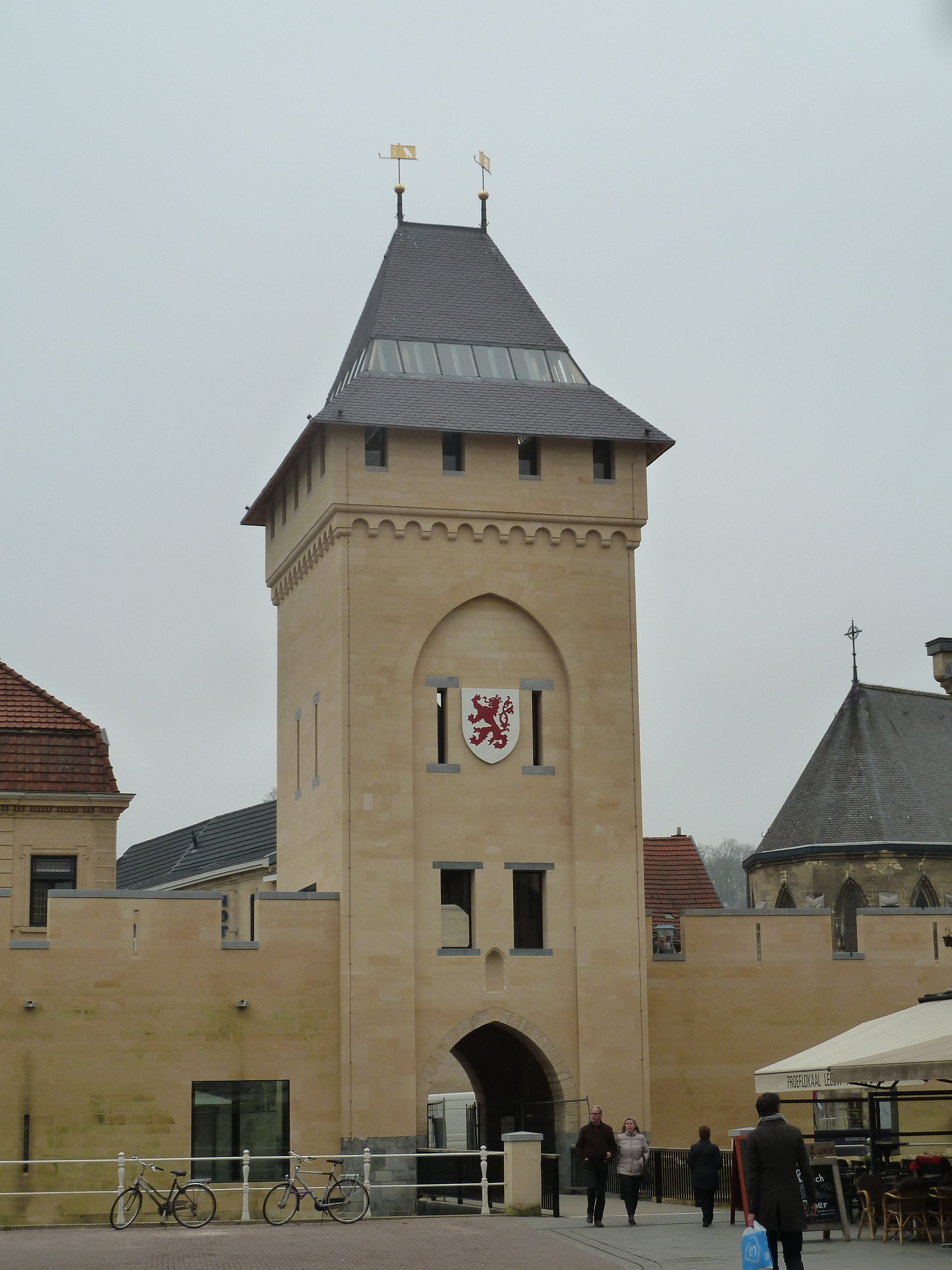
La Geulpoort au nord de la vieille ville sur la Gueule.

### Époque contemporaine
Fauquemont est connue aujourd'hui pour son aspect touristique et tout spécialement pour son marché de Noël troglodyte dans la grotte de Velours et la grotte communale.
La ville possède également la plus vieille gare des Pays-Bas.

## Population et société

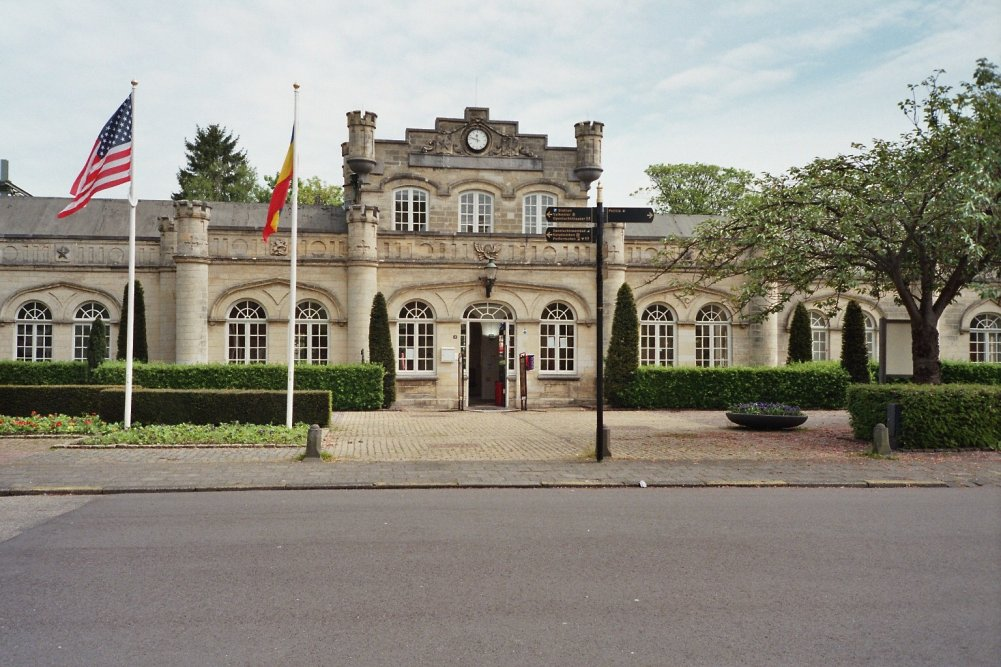
La gare de Fauquemont, la plus ancienne des Pays-Bas

### Personnalités liées à la commune

#### Nées à Fauquemont
- Sjef Diederen (1932 - 2012), chanteur et auteur-compositeur
- Els Diederen (1946), poétesse et écrivaine
- Martin Eurlings (1946), politicien et bourgmestre de Fauquemont-sur-Gueule
- Camiel Eurlings (1973), ministre des transports et de la gestion de l'eau du cabinet Balkenende IV
- Jan van Hout (1908 - 1945), cycliste
- Marjon Lambriks (1949), chanteuse d'opéra
- Marc Lotz (1973), cycliste
- Raymond Meijs (1968), cycliste
- Gerlach Royen (1880 - 1955), linguiste

#### Résidant à Fauquemont
- Hans Coumans (1965 - 1976), peintre,
- Pierre Cuypers (1827 - 1921), architecte et concepteur
- Jan Hanlo (1912 - 1969), poète et écrivain
- Rob Ruijgh (1986), cycliste
- Erich Wasmann (1931), jésuite, entomologiste

## Culture et patrimoine

### Cyclisme
Fauquemont est connue comme ville arrivée régulière de l'Amstel Gold Race, la ville se situant au cœur du Limbourg néerlandais que parcourt la course. En 1938, 1948, 1979, 1998 et 2012, la ville a également accueilli les Championnats du monde de cyclisme sur route. À l'occasion du Tour de France 1992, puis lors de la 3e étape du Tour de France 2006, Fauquemont a été ville-étape. Le Cauberg, ascension finale de l'Amstel Gold Race, est la côte la plus célèbre de la course. La ville accueillera également les championnats du monde de cyclo-cross 2018.

### Théâtre
Le Openluchttheater Valkenburg est un théâtre en plein air.